# Христофор Филалет

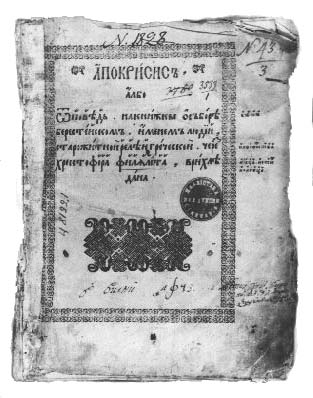
Филалет Христофор. Страница «Апокрисиса албо отповеди на книжки о Соборе Берестейском». Острог, 1598—1599

Христофо́р Филале́т (лат. Christophor Philaleth, пол. Chrystofor Filalet; настоящее имя Мартин Броневский, также Марцин Бронёвский, пол. Marcin Broniewski; ок. 1564 — 4 ноября 1624, Галово) — писатель-полемист, философ, автор одного из популярных произведений полемической литературы конца XVI века под названием «Апокрисис», представителя православной стороны в богословской полемике по поводу Брестского собора. В конце XIX века написанное им произведение относили к примеру западнорусской литературы Великого княжества Литовского, а в начале XXI века — как к украинской, так и к белорусской литературы.

## Личность Христофора Филалета
Исследователи сходятся на том, что псевдоним мог принадлежать стороннику князя К. Острожского, выходцу из благородной шляхетской фамилии с Волыни, протестанту Марцину Броневскому герба Лелива, известному писателю, церковному, общественному и культурному деятелю Малой Руси, королевскому секретарю, поляку-протестанту, скрывавшему своё истинное лицо под маской православного русина. Автор был знаком с классическими языками, Библией, творениями отцов церкви, современной литературой — отечественной и западноевропейской — церковной историей и государственным правом.
На протяжении многих лет жизни автор «Апокрисиса» активно участвовал в политической жизни, выступал на сеймах. В 1599 году при его посредничестве состоялся съезд православных и протестантов.
В 1632 году Христофор Филалет был избран делегатом для ревизии «скарба коронного».
Христофор Филалет умер после 1632 года.

## Творчество
В 1597 году один из инициаторов Брестской церковной унии Пётр Скарга издал в Кракове книгу, которая в старом западно-русском переводе Ипатия Потия (Поцея) получила название «Описанье и оборона собора руского Берестейського». В том же году в Кракове вышла анонимная брошюра «Ектезис», в которой был освещён ход и содержание православного Брестского собора, обвинявшая епископов, принявших унию. Продолжением этой полемики и стал труд Христофора Филалета.
«Апокрисис» (полное название произведения: ΑΠΟΚΡΙΣΙΣ, abo odpowiedź na xiążki o Synodzie Brzeskim imieniem ludzi starożytney religiey Greckiey, przez Christophora Philaletha w porywczą dana или «Апокрисис альбо Одповідь на книжки о соборі Берестейськім іменем людій віри старожитно-гречеської через Христофора Філалета врихлі дана», изданного в Вильно на польском языке (1597), а в 1598 р. — старом западно-русском был первым полемическим трактатом, направленным против Брестской унии.
С большой эрудицией, документальной обоснованностью и логической стройностью автор обличает епископов-ренегатов, римских пап, господствующий класс Речи Посполитой. Широкое использование пословиц, притч, анекдотов усиливает сатирический характер произведения.

## Издания
- Б43 Белорусские мыслители XVI–XVII вв. Избранные труды. – Минск : Редакция журнала «Промышленно-торговое право», 2017. – 320 с. – (Наследие права)[10]. Издание приурочено к 500-летию белорусского книгопечатания. В данное издание вошли избранные произведения белорусских мыслителей XVI – XVII вв. – Ф. Скорины, А. Волана, М. Литвина, А. Олизаровского, Л. Сапеги, Х. Филалета – посвящённые актуальным проблемам взаимосвязи права с философией, религией, государственностью, политикой и явлениями жизни общества того времени.